# Marsdenia papillosa
Marsdenia papillosa är en oleanderväxtart som beskrevs av P.I. Forster. Marsdenia papillosa ingår i släktet Marsdenia och familjen oleanderväxter. Inga underarter finns listade i Catalogue of Life.